# Драгоша (Сучава)
Драгоша (рум. Dragoșa) насеље је у Румунији у округу Сучава у општини Фрумосу. Oпштина се налази на надморској висини од 703 m.

## Становништво
Према подацима из 2002. године у насељу је живело 427 становника, од којих су сви румунске националности.